# جنوسور
جنوسور (نام علمی: ') نام یک سرده از تیره شمال‌آرژانتین‌خزندگان است.